# Syllepte nigrodentalis
Syllepte nigrodentalis là một loài bướm đêm trong họ Crambidae.